# 宮川村 (長野県)
宮川村（みやがわむら）は長野県諏訪郡にあった村。現在の茅野市大字宮川にあたる。

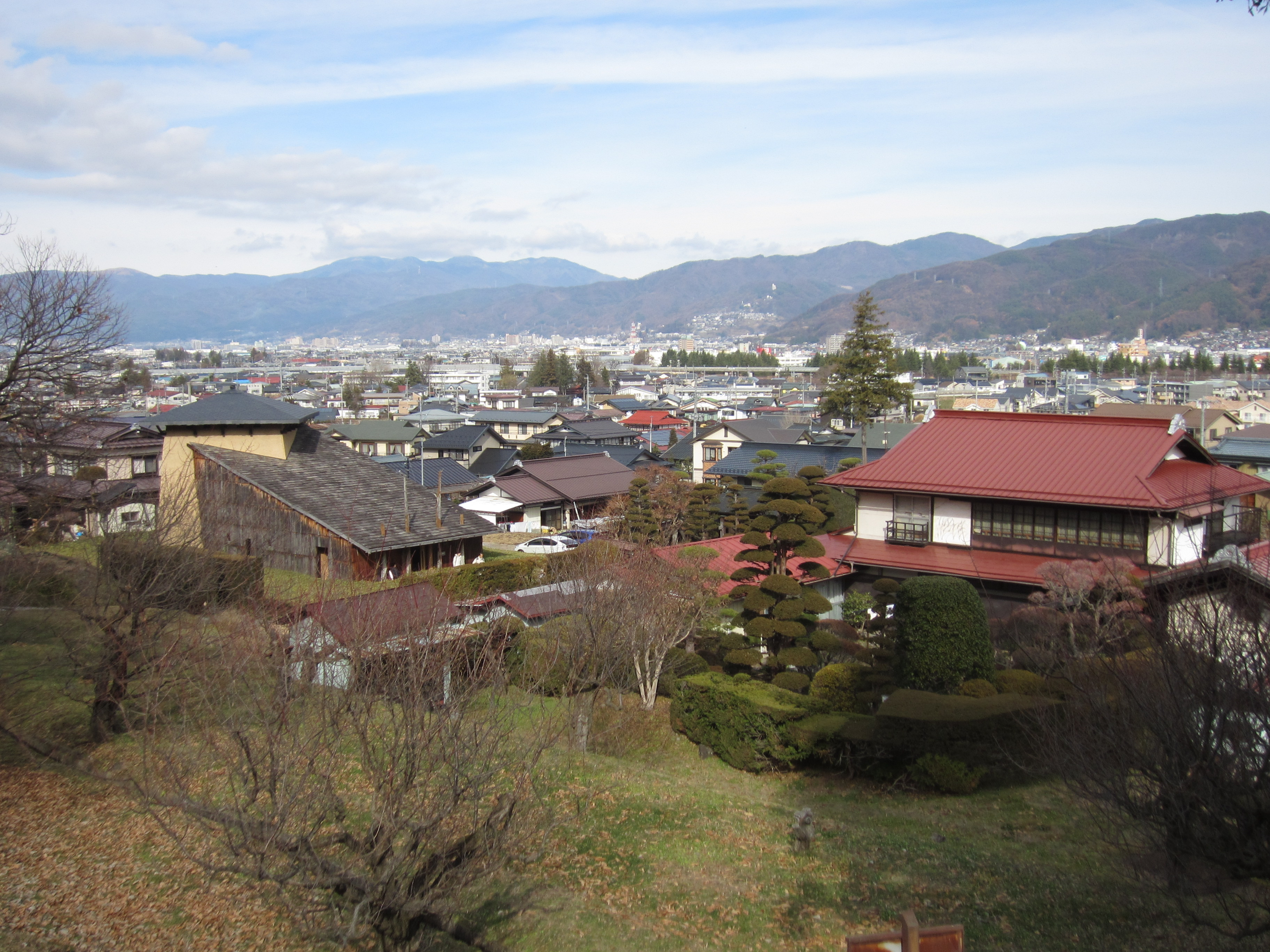
神長官守矢史料館と近隣

## 地理

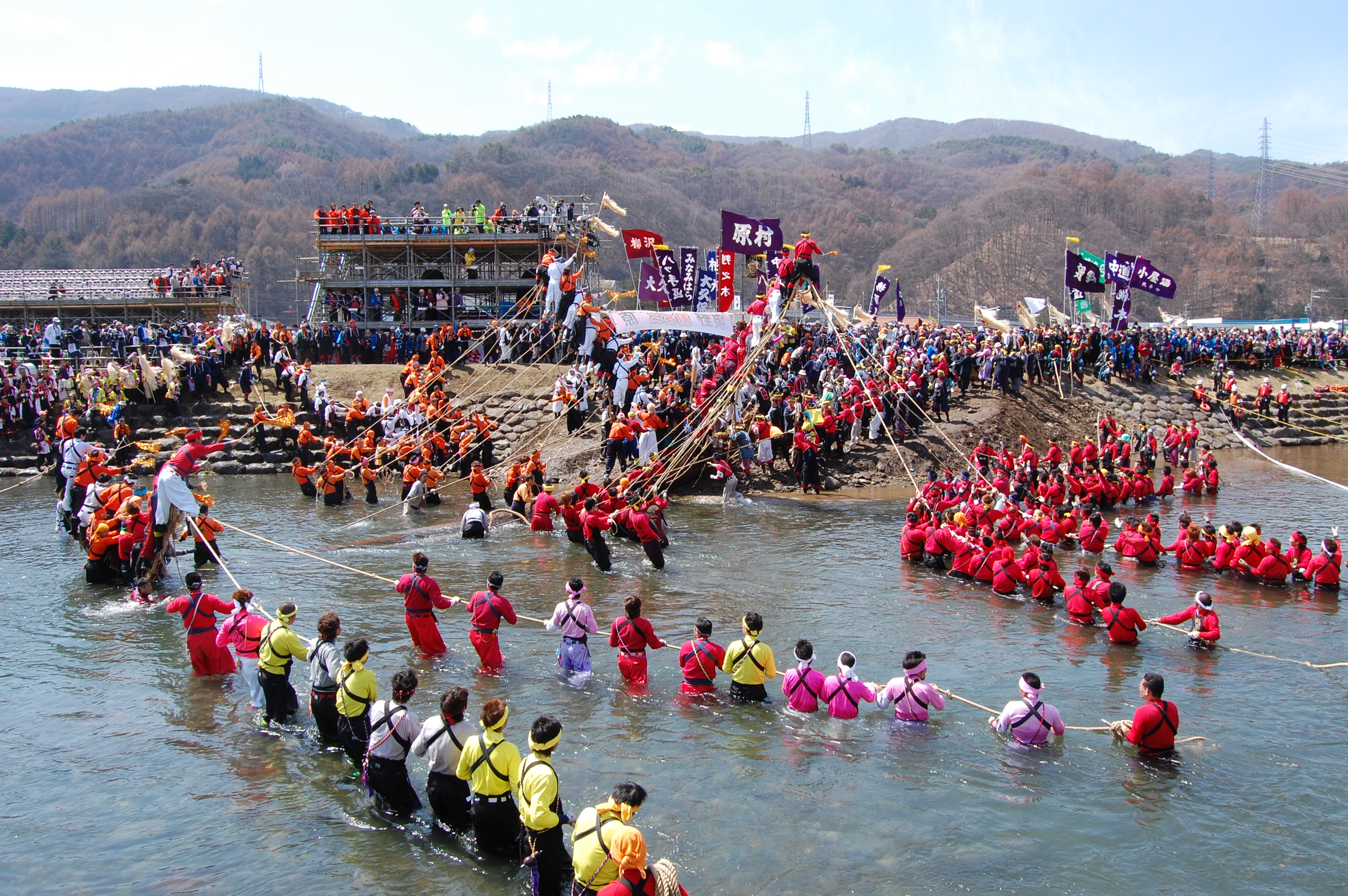
宮川で行われる御柱祭の諏訪大社上社「川越し」（2010年撮影）

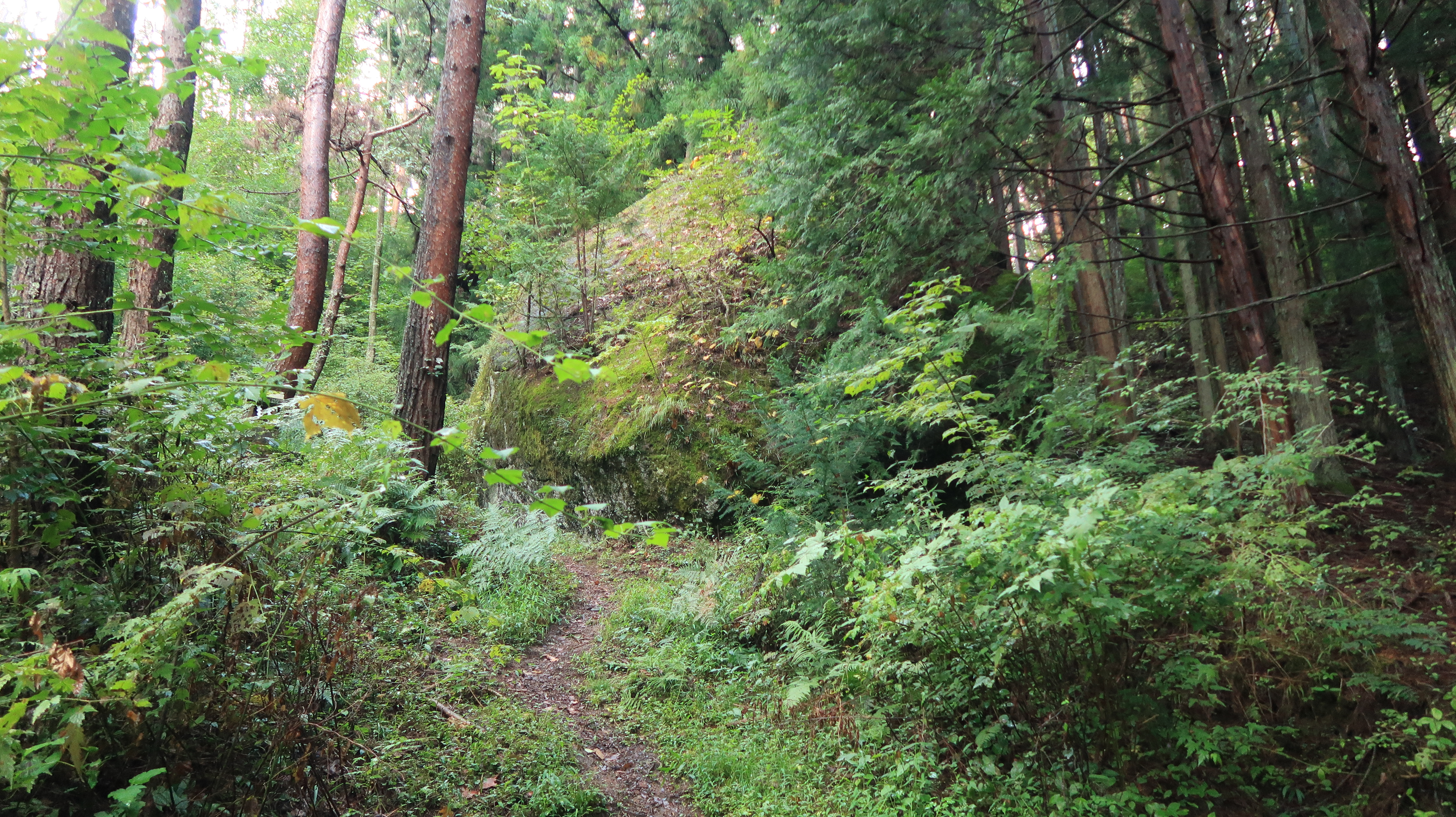
宮川高部にある小袋石（別名「舟つなぎ石」）

- 河川：上川、宮川

## 歴史
- 1874年（明治7年）11月7日 - 筑摩県第十五大区第四小区に属する丸山新田村・田沢村・二久保新田村・舟久保新田村・坂室新田村・茅野村・向河原新田村・大河原新田村・下河原新田村・中河原村・安国寺村・新井村・上赤田新田村・下赤田新田村・高部村が合併して宮川村となる。
- 1876年（明治9年）8月21日 - 筑摩県廃止にともない、長野県南第十五大区第四小区となる。
- 1879年（明治11年）1月4日 - 郡区町村編制法に基づき長野県諏訪郡となる。
- 1879年（明治11年）6月30日 - 大小区廃止にともない、金沢村との連合戸長役場（宮川村金沢村戸長役場）を宮川村中河原に置く。
- 1889年（明治22年）4月1日 - 町村制施行に基づき、宮川村役場が発足。
- 1955年（昭和30年）2月1日 - ちの町・金沢村・玉川村・豊平村・泉野村・北山村・湖東村・米沢村と合併して茅野町が発足。同日宮川村廃止。

## 有名な出身者
- 坂本養川
- 両角政人
- 国枝史郎
- 大島金太郎
- 茅野弘
- 藤森照信

## 交通

### 鉄道路線
- 日本国有鉄道
  - 中央本線

現在の茅野駅の開設にあたっては1894年以降、ともに甲州街道沿いにあり、上川を挟んだ南北の隣接区である段丘下の宮川村茅野区と、段丘上の永明村塚原区の間で諏訪・上伊那郡の諸村を巻き込んだ激しい停車場誘致運動が繰り広げられた。当初は宮川村が有利であったが、中央本線が諏訪湖北岸ルートに決したことで一気に永明村に支持が傾き、1901年に永明村への設置が決まった。いわゆる「鉄道忌避伝説」として宮川村が反対したため永明村に停車場が設けられたとの風説がインターネット上を中心に見られるがこれは誤りである。停車場名については最終的に永明村塚原区よりも人口が上回っているとして誘致に敗れた側の宮川村茅野区の名が採用され、「茅野停車場」と命名された。

### 道路
- 国道20号

現在は旧村域を中央自動車道が通過するが、当時は未開通。